# Sukamaju (Bantarkalong)
Sukamaju is een bestuurslaag in het regentschap Tasikmalaya van de provincie West-Java, Indonesië. Sukamaju telt 4186 inwoners (volkstelling 2010).